# La Boissière, Eure

La Boissière este o comună în departamentul Eure, Franța. În 1 ianuarie 2022 avea o populație de 261 de locuitori.